# Cưới em đi
Marry Me là một bộ phim chính kịch, hài kịch lãng mạn của Mỹ năm 2022 do Kat Coiro đạo diễn, với kịch bản của John Rogers, Tami Sagher và Harper Dill. Dựa trên tiểu thuyết cùng tên năm 2012 của Bobby Crosby,  phim có sự tham gia của Jennifer Lopez trong vai Kat Valdez, một ngôi sao nhạc pop, người quyết định kết hôn với Charlie Gilbert (Owen Wilson), một giáo viên dạy toán cầm tấm biển "Marry Me", sau khi biết rằng chú rể Bastian (Maluma) trên sân khấu của cô đã ngoại tình. John Bradley, Sarah Silverman và Chloe Coleman cũng đóng vai phụ.
Bộ phim được công bố vào tháng 4 năm 2019, với Lopez và Wilson sẽ đóng vai chính và Coiro tham gia dự án với tư cách đạo diễn. Universal Pictures đã mua bản quyền phân phối phim vào tháng 7 năm 2019. Quay phim chính diễn ra ở Manhattan vào tháng 10 và tháng 11 năm 2019. Một album nhạc phim cùng tên của Lopez và Maluma cũng được sản xuất. Đĩa đơn chính, mang tên "Pa' Ti", được phát hành vào ngày 24 tháng 9 năm 2020 và ra mắt ở vị trí thứ chín trên BXH Hot Latin Songs của Billboard , đánh dấu lần ra mắt trên bảng xếp hạng cao nhất của Lopez tại Hoa Kỳ kể từ năm 2017.
Marry Me được công chiếu lần đầu tại Los Angeles vào ngày 9 tháng 2 năm 2022 và được phát hành rạp tại Mỹ đồng thời có sẵn trên Peacock Premium vào ngày 11 tháng 2. Bộ phim đã bị trì hoãn hai lần so với ngày phát hành ban đầu vào tháng 2 năm 2021 do đại dịch COVID-19. Bộ phim nhận được nhiều đánh giá trái chiều từ các nhà phê bình, thu về 50,5 triệu đô tại phòng vé. Marry Me cũng trở thành tựa phim được phát trực tiếp nhiều nhất trong ngày trên Peacock.

## Tóm tắt
Siêu sao nhạc pop Kat Valdez là một ngôi sao nhỏ nổi tiếng từ lâu của cộng đồng người Latinh, người đã trải qua hai cuộc hôn nhân thất bại. Sau khi "Marry Me", một bài hát của Kat và vị hôn phu của cô, Bastian, trở thành quán quân các bảng xếp hạng trên toàn thế giới, họ dự định tổ chức lễ cưới trước khán giả trực tuyến tại một trong những buổi hòa nhạc của Kat. Charlie Gilbert, một giáo viên dạy toán đã ly hôn, cảm thấy tội lỗi khi tham dự buổi hòa nhạc với người bạn Parker và con gái của mình, Lou, người gần đây ít nói chuyện cha cô hơn.
Ngay trước khi Kat chuẩn bị lên sân khấu, trang web buôn chuyện showbiz Page Six đã phát hiện ra sự không chung thủy của Bastian với trợ lý Tyra của cô ấy và phát sóng nó cho người hâm mộ của cô và ê-kíp hậu trường tại buổi hòa nhạc. Quản lý của Kat cho cô xem điện thoại của mình, tiết lộ tin tức cho cô ấy. Trong lúc đau khổ, Kat nhìn thấy Charlie trong đám đông đang cầm tấm biển của Parker ghi "Marry Me". Trước sự ngạc nhiên của Charlie và mọi người, cô quyết định kết hôn với anh một cách bốc đồng. Thật kinh ngạc, Charlie lên sân khấu và kết hôn với Kat trước cả thế giới. Sau buổi lễ, Kat từ chối nói chuyện với Bastian hoặc Tyra khi cô và Charlie rời đi. Cả hai lúng túng và lịch sự với nhau trước khi Kat về nhà với trái tim tan nát. Giới truyền thông điên cuồng đồn đoán về tình trạng tâm lý của Kat.
Ngày hôm sau, cần đáp lại sự chú ý của giới truyền thông, Kat quyết định kết hôn với Charlie trong vài tháng để cải thiện tình hình. Anh miễn cưỡng đồng ý, không muốn gây xáo trộn trong cuộc sống cá nhân của cả hai. Charlie tạo dáng khi xuất hiện trên các phương tiện truyền thông, mặc dù anh không thoải mái với sự soi mói. Cuối cùng, họ bắt đầu trở nên thân thiết sau khi dành thời gian bên nhau, tránh xa giới truyền thông và quản lý của cô ấy. Kat cũng gặp các học sinh của Charlie và Lou. Cuối cùng, anh rủ Kat đến buổi khiêu vũ ở trường của anh như một buổi hẹn hò, và cô chấp nhận. Đêm đó họ hôn và ngủ cùng nhau. Họ dành vài tuần tiếp theo bên nhau trong một mối quan hệ lãng mạn thực sự. Charlie chuẩn bị cho đội toán học của mình tham gia kỳ thi toán học với sự khuyến khích của Kat dành cho học sinh. Cô đã dạy Lou, người mắc chứng sợ sân khấu, khiêu vũ để giúp cô ấy bớt lo lắng. 
Bastian xuất hiện để thông báo rằng "Marry Me" đã được đề cử giải Grammy, đề cử đầu tiên của Kat. Charlie cảnh giác với việc Kat và Bastian sẽ phải biểu diễn cùng nhau một lần nữa, nhưng Kat khẳng định chuyện giữa họ đã kết thúc. Tuy nhiên, Charlie không chắc liệu mình có thể so sánh với Bastian và phù hợp với thế giới của Kat hay không. Anh chia tay với cô ấy, lý do rằng cuộc hôn nhân của họ là không có thật.
Kat viết một bản tình ca về Charlie, "On My Way", thành công hơn cả "Marry Me". Kat nhận ra tình cảm của minh, đó là ngày trước cuộc thi toán học, nơi cô ấy hứa sẽ hỗ trợ Lou và Charlie, khi cô ấy đang quay chương trình The Tonight Show với Bastian. Cô đính chính những tin đồn, nói rằng cô và Bastian không quay lại với nhau và cô ấy không viết "On My Way" cho Bastian mà cho Charlie. Kat rời khỏi trường quay. Cô đến nơi đang diễn ra cuộc thi toán học để đoàn tụ với Charlie, người đang giúp Lou vượt qua nỗi sợ hãi trên sân khấu bằng điệu nhảy mà Kat đã dạy cô ấy. Kat giơ tấm biển yêu cầu Charlie kết hôn với cô ấy lần nữa và Charlie đồng ý. Kat, Charlie và Lou trở thành một gia đình hạnh phúc với chú chó của họ. Trong phần credit, một loạt các cặp đôi và câu chuyện của họ về cách họ gặp nhau đã được chiếu.

## Phân vai
- Jennifer Lopez ...	Kat Valdez: chủ nhân ca khúc Marry Me, ngôi sao nhạc pop
- Owen Wilson ...	Charlie Gilbert: thầy giáo dạy toán
- Maluma ...	Tài tử Bastian: chủ nhân giải Grammy, từng là hôn phu của Kat nhưng đã ngoại tình trước hôm cưới
- John Bradley ...	Colin Calloway: quản lý của Kat
- Sarah Silverman ...	Parker Debbs: bạn của Charlie
- Chloe Coleman ...	Lou Gilbert: con gái Charlie
- Michelle Buteau ...	Melissa: trợ lý của Kat
- Stephen Wallem ...	Thầy giáo Jonathan Pitts
- Kat Cunning 	...	Tyra: trợ lý của Kat, tình nhân của Bastian
- Ryan Foust	...	Percy: học trò của Charlie
- Taliyah Whitaker	...	Esther: học trò của Charlie
- Brady Noon 	...	George: học trò của Charlie
- Connor Noon	...	Spencer: học trò của Charlie, anh em sinh đôi với George
- Diego Lucano	...	Jose: học trò của Charlie
- Tristan-Lee Edwards	...	Tristen: học trò của Charlie
- Léah Jiménez Zelaya	...	Leah: học trò của Charlie
- Khalil Middleton	...	Kofi: người quay phim riêng của Kat
- Scarlett Earls	...	Scarlett
- Olivia Chun	...	Olivia
- Jim Kaplan	...	Jim
- Jameela Jamil	...	Anikah
- Utkarsh Ambudkar	...	HLV Manny

## Sản xuất
Vào tháng 4 năm 2019, có thông báo rằng Jennifer Lopez và Owen Wilson sẽ đóng vai chính trong bộ phim hài lãng mạn Marry Me. Kat Coiro sẽ đạo diễn, từ kịch bản của John Rogers, Tami Sagher và Harper Dill, dựa trên tiểu thuyết cùng tên của Bobby Crosby, và STX Entertainment sẽ phân phối. Vào tháng 7 năm 2019, Universal Pictures đã thông báo sẽ phân phối bộ phim thay vì STX. Cùng tháng đó, Sarah Silverman, John Bradley và Maluma tham gia dàn diễn viên của bộ phim. Michelle Buteau, Jameela Jamil và Chloe Coleman được chọn vào tháng 10. Quay phim chính bắt đầu ở trong và xung quanh Thành phố New York vào tháng 10 năm 2019, và kết thúc vào ngày 22 tháng 11.

## Release
Marry Me đã có buổi ra mắt thế giới tại Los Angeles vào ngày 9 tháng 2 năm 2022. Phim được phát hành tại các rạp vào ngày 11 tháng 2 năm 2022, bởi Universal Pictures. Trước đây nó được ấn định vào ngày 12 tháng 2 năm 2021, nhưng đã bị trì hoãn đến ngày 14 tháng 5 năm 2021 do đại dịch COVID-19, cho đến khi nó được dời sang ngày 11 tháng 2 năm 2022 do một sự thay đổi khác trong lịch phát hành. Nó đã có sẵn để phát trực tuyến trên Peacock cùng ngày. Universal đã chi 15 triệu đô cho quảng cáo truyền hình để quảng bá bộ phim vào thời điểm nó được công chiếu tại rạp. Theo trang phân tích truyền thông xã hội RelishMix, bộ phim có phạm vi tiếp cận lớn trên mạng xã hội với 546,5 triệu lượt tương tác, một con số lớn hơn so với các phim nhạc kịch khác như Câu chuyện phía Tây năm 2021 với 211,8 triệu lượt tương tác, Bậc thầy của những ước mơ năm 2017 với 313,2 triệu lượt và Bohemian Rhapsody: Huyền thoại ngôi sao nhạc rock năm 2018 với 242,1 triệu lượt.

### Ấn phẩm tại nhà
Marry Me được phát hành trên nền tảng kỹ thuật số và trên Amazon Prime Video vào ngày 13 tháng 3 năm 2022 và trên phương tiện vật lý Blu-ray, DVD và Ultra HD Blu-ray vào ngày 29 tháng 3 năm 2022 bởi Universal Pictures Home Entertainment.

## Đánh giá

### Phòng vé
Marry Me thu về 22,5 triệu đô ở Mỹ và Canada, và 28 triệu đô ở các vùng lãnh thổ khác, với tổng số 50,5 triệu đô trên toàn thế giới.
Tại Mỹ và Canada, Marry Me được phát hành cùng với Án mạng trên sông Nile và Phi vụ đen, và được dự đoán sẽ thu về 6–11 triệu đô từ 3.642 rạp trong tuần đầu công chiếu. Bộ phim tiếp tục ra mắt với 7,95 triệu đô, đứng thứ ba sau Án mạng trên sông Nile và Những trò đùa ngu ngốc 4. Phụ nữ chiếm 67% khán giả trong thời gian công chiếu, với những người trong độ tuổi 18–34 chiếm 47% doanh thu bán vé và những người trên 35 tuổi chiếm 46%. Sự phân chia sắc tộc của khán giả cho thấy 53% là người da trắng, 30% người Mỹ gốc Tây Ban Nha và Latinh, 8% người Mỹ gốc Phi và 5% người châu Á hoặc khác. Vào ngày lễ tình nhân, bộ phim đã đứng đầu phòng vé với 3 triệu đô, trở thành bộ phim hài kịch lãng mạn đầu tiên dẫn đầu phòng vé ngày lễ tình nhân kể từ About Last Night năm 2014. Phim kiếm được 3,7 triệu đô trong tuần thứ hai, và 1,9 triệu đô trong tuần thứ ba. Marry Me rớt khỏi top 10 phòng vé trong tuần thứ tư, xếp thứ 11 với 556.725 đô.
Bên ngoài Mỹ và Canada, bộ phim đã thu về 16,5 triệu đô trong tuần đầu công chiếu từ 65 thị trường quốc tế. Ở Mexico, phim đứng đầu phòng vé với 630.000 đô. Phim tiếp tục kiếm được 5,2 triệu đô trong tuần thứ hai, 2,65 triệu đô trong tuần thứ ba, và 1,07 triệu đô trong tuần thứ tư từ 67 thị trường.

### Lượng người xem
Theo Giám đốc điều hành kiêm chủ tịch Brian L. Roberts của Comcast, Marry Me đã trở thành bộ phim được phát trực tuyến nhiều nhất trong ngày trên Peacock. Vào tháng 4 năm 2022, Deadline Hollywood báo cáo rằng hơn sáu triệu tài khoản Peacock đã phát trực tuyến bộ phim. Vào tháng 6 năm 2022, nó cũng trở thành hit trên Amazon Prime, giữ vị trí số một trong khoảng 2 tuần.

### Phản ứng quan trọng
Trên trang web tổng hợp phê bình Rotten Tomatoes, 61% trong số 210 bài phê bình của các nhà phê bình là tích cực, với điểm trung bình là 5,6/10. Sự đồng thuận của trang web là, "Cốt truyện ngớ ngẩn của Marry Me nặng về 'thứ gì đó cũ kỹ' và 'thứ gì đó vay mượn', nhưng các nhân vật chính phù hợp với bộ phim khiến bạn dễ dàng nói 'Tôi đồng ý'." Metacritic, sử dụng thang điểm trung bình, đã cho bộ phim số điểm 51 trên 100, dựa trên 46 nhà phê bình, cho biết "các bài đánh giá nửa khen nửa chê hoặc trung bình." Khán giả được thăm dò bởi CinemaScore đã cho điểm trung bình của bộ phim là "B+" trên thang điểm từ A+ đến F, trong khi những người ở PostTrak cho bộ phim điểm tích cực là 80%, với 66% nói rằng họ chắc chắn sẽ giới thiệu bộ phim.

### Giải thưởng
| Giải thưởng                          | Ngày tổ chức              | Hạng mục                                         | Người nhận                              | Kết quả   | Refh   |
| ------------------------------------ | ------------------------- | ------------------------------------------------ | --------------------------------------- | --------- | ------ |
| Giải Điện ảnh và Truyền hình của MTV | Ngày 5 tháng 6 năm 2022   | Bài hát hay nhất                                 | On My Way (Marry Me) – Jennifer Lopez   | Đoạt giải | [ 36 ] |
| Giải Hollywood Music in Media        | Ngày 16 tháng 11 năm 2022 | Bài hát hay nhất – Diễn xuất trên màn ảnh (Phim) | On My Way (Marry Me) của Jennifer Lopez | Đề cử     | [ 37 ] |
| Giải Hollywood Music in Media        | Ngày 16 tháng 11 năm 2022 | Album nhạc phim hay nhất                         | Marry Me của Jennifer Lopez và Maluma   | Đề cử     | [ 37 ] |
| Giải Hollywood Music in Media        | Ngày 16 tháng 11 năm 2022 | Live Concert cho Visual Media                    | Marry Me Live Concert Đặc Biệt          | Đề cử     | [ 37 ] |
| Giải bình chọn của mọi người         | Ngày 6 tháng 12 năm 2022  | Phim hài năm 2022                                | Marry Me                                | Đề cử     | [ 38 ] |
| Giải bình chọn của mọi người         | Ngày 6 tháng 12 năm 2022  | Ngôi sao điện ảnh nữ của năm 2022                | Jennifer Lopez                          | Đề cử     | [ 38 ] |
| Giải bình chọn của mọi người         | Ngày 6 tháng 12 năm 2022  | Ngôi sao phim hài năm 2022                       | Jennifer Lopez                          | Đề cử     | [ 38 ] |